# Астафьева, Вера Леонидовна
Вера Леонидовна Астафьева (укр. Віра Леонідівна Астаф'єва, 1867, Конотопский уезд, Черниговская губерния — 4 декабря 1927, Киев) — русская и украинская певица (драматическое сопрано), вокальный педагог; сестра художницы Варвары Астафьевой, свойственница скульптора Владимира Беклемишева.
Окончила Киевское музыкальное училище (1886 , класс К. Брагина) и Миланскую консерваторию (1889, класс Галетти и Ванцо). В 1886—1987, 1892—1995 годах — солистка Киевской оперы. В 1895—1896 годах — солистка Казанской оперы. В 1896—1897 — солистка Саратовской оперы. В 1897—1998 годах — в артистическом турне (Вильно, Рига, Минск и другие города). В 1899—1900 и 1901—1902 годах — солистка оперы Г. Г. Солодовникова (Москва). В 1900—1901 годах — солистка Тифлисской оперы. В 1902—1903 годах — солистка «Новой оперы» (Санкт-Петербург). В 1889—1891, 1905—1908 годах — солистка оперных театров Пизы, Кремоны, Мессины, Генуи, Турина, Пармы, Триеста. В 1908—1912 годах — солистка миланского театра «Ла Скала».
Обладала сильным, необычайной красоты голосом широкого диапазона, равным во всех регистрах, отмечался мягкостью тембра и эластичностью. В России и Италии широко пропагандировала украинские народные песни и романсы Н. Лысенко.
Преподавала в Музыкально-драматической школе Николая Лысенко (1912—1918), была профессором Киевского музыкально-драматического института им. Н. Лысенко (1919—1927). Среди её учеников — В. Г. Будневич (1912—1914). Умерла в Киеве в 1927 году. Похоронена на Байковом кладбище.